# Los Molares
Los Molares är en ort i Spanien.   Den ligger i provinsen Provincia de Sevilla och regionen Andalusien, i den södra delen av landet, 400 km söder om huvudstaden Madrid. Los Molares ligger 84 meter över havet och antalet invånare är 2 838.
Terrängen runt Los Molares är platt. Runt Los Molares är det ganska tätbefolkat, med 67 invånare per kvadratkilometer. Närmaste större samhälle är Utrera, 6,4 km nordväst om Los Molares. Trakten runt Los Molares består till största delen av jordbruksmark.